# Balbine de Rome
 (janvier 2012).
Si vous disposez d'ouvrages ou d'articles de référence ou si vous connaissez des sites web de qualité traitant du thème abordé ici, merci de compléter l'article en donnant les références utiles à sa vérifiabilité et en les liant à la section « Notes et références ».
Sainte Balbine vivait au IIe siècle dans la ville de Rome. Martyre chrétienne, elle est reconnue sainte  par l'Église catholique.
La tradition veut qu'elle soit la fille de saint Quirinus, tribun de l'armée romaine, avec qui elle fut martyrisée et enterrée sur la Voie Appienne. 

## Hagiographie
Sous la persécution d'Hadrien vers 116, le pape Alexandre fut arrêté et confié à la garde de l'officier Quirinus qui l'incarcéra dans la prison de sa maison. Balbine, atteinte des écrouelles, fut guérie en embrassant les chaînes du pontife ce qui convertit définitivement son père à la foi chrétienne. Arrêtée avec lui, Balbine est martyrisée quelques jours plus tard. 

## Culte
Sainte de l’Église catholique, elle est fêtée le 31 mars. Extrait du Martyrologe romain : « À Rome, commémoration de sainte Balbina, dont la basilique fondée sur l'Aventin porte son nom vénérable ».
Cependant, dans l'Antiquité, Balbine n'était pas commémorée dans le Martyrologe hiéronymien. Seul Usuard la mentionne dans le sien, reprenant les traditions hagiographiques créées au Ve siècle à Rome.
Dans la capitale italienne, un titre, mentionné dans le synode de 595, et un cimetière situé entre les Vias Appienne et  Ardeatina étaient désignés sous le nom de Sainte Balbine. Le personnage de la légende hagiographique était peut-être le fondateur de l'église et du cimetière, et donc plus tard, d'une manière courante dans les premiers siècles du christianisme, élevé à la dignité de martyr.
L'iconographie la représente tenant une chaîne à la main comme celle de saint Pierre dans la tradition (vincoli), ou avec une croix et un sceptre de lys. 